# Andrei Nasta
Andrei Nasta (n. 1892 – d. 1941) a fost un colonel român care a murit pe front în luptele din cel de-al Doilea Război Mondial. A fost înaintat post-mortem la gradul de general de brigadă.
A fost decorat post-mortem pe 17 octombrie 1941 cu Ordinul „Mihai Viteazul” cl. III-a „pentru curajul și spiritul de sacrificiu de care a dat dovadă în luptele Est Nistru și în special în luptele pentru cucerirea Odesei, unde fiind trimis în ziua de 31 August, pentru a informa asupra situației, ia personal conducerea acțiunii și pornind la atac în fruntea unui batalion, reușește să cucerească obiectivul pierdut, însă cade răpus de gloanțele inamicului”.

## Decorații
- Ordinul „Coroana României” în gradul de Comandor (8 iunie 1940)[2]
- Ordinul Militar „Mihai Viteazul” clasa III-a (17 octombrie 1941)[1]